# Festuca ladyginii
Festuca ladyginii är en gräsart som beskrevs av Nikolai Nikolaievich Tzvelev. Festuca ladyginii ingår i släktet svinglar, och familjen gräs.
Artens utbredningsområde är Tibet. Inga underarter finns listade i Catalogue of Life.